# Sacco di Mahón
Il sacco di Mahón si ebbe dal 1º al 3 settembre 1535 quando Khayr al-Din Barbarossa attaccò il porto spagnolo di Mahón nelle Isole Baleari.
La spedizione seguì immediatamente la sconfitta subita del Barbarossa nella conquista di Tunisi da parte di Carlo V. Barbarossa riuscì a fuggire da Tunisi e portò la sua flotta a Bône.
Giunto a Mahon, Barbarossa riuscì a razziare facilmente la città, raccogliendo un copioso bottino e 600 schiavi che riportò ad Algeri.

## Antefatti
La notte del 1 settembre 1535, la flotta ottomana della reggenza di Algeri entrò nel porto di Mahón, di ritorno dalla spedizione a Tunisi. I frati francescani Bartomeu Genestar e Francesc Coll che si trovavano nei pressi del porto corsero in città ad avvisare la popolazione dell'arrivo di navi turche non appena queste vennero avvistate e tutti si prepararono a combattere. Mahón non disponeva di alcuna guarnigione e solo una dozzina di cannoni a propria disposizione, con una popolazione di 1 500 abitanti oltre a 350 "uomini d'arme". La capitale dell'isola era Ciutadella.

## Il sacco
Khayr al-Din Barbarossa sbarcò 2500 uomini dalle sue navi ed iniziò subito ad assediare la città, e la città inviò degli emissari al governatore della città residente a Ciutadella, che immediatamente si prodigò per reclutare dei cavalieri e formare un reggimento da inviare rapidamente verso Mahón, reclutando nuovi rinforzi lungo la strada. Il 3 settembre, questo reggimento si scontrò con le truppe turche in una battaglia che vide annientate le forze spagnole, il governatore della città rimase ucciso. La città venne saccheggiata e seguirono incendi, devastazioni e lo stesso Barbarossa riuscì a fare 600 prigionieri · , mentre l'élite cittadina riuscì a trovare rifugio a Binimaimut.

## Conseguenze
Gli amministratori della città che erano fuggiti vennero catturati dopo il sacco per ordine di Eiximèn Perez Figuerola, viceré di Majorque e l'8 settembre ebbe inizio un processo che durò più di un anno ed il 24 ottobre 1536 si concluse con la condanna dei cinque principali accusati che vennero messi a morte e mutilati nella Plaza del Borne a Ciutadella.
L'attacco portò alla costruzione del castello di San Felipe sull'isola che venne concluso nel 1554 con la messa in loco di una guarnigione di soldati d'élite per difendere il porto di Parma. Il secolo successivo venne costruita anche la fortezza di La Avanzada.